# Arno Blass
Arno Blass (Porto Alegre, 1939) é um engenheiro mecânico e matemático brasileiro.
Formado em matemática e engenharia mecânica, com doutorado no Imperial College of Science and Technology, em Londres, em 1976. Professor titular da Universidade Federal de Santa Catarina (UFSC), coordenou durante 12 anos o curso de pós-graduação em engenharia mecânica, fez parte do conselho editorial da EdUFSC e assessorou programas governamentais de fomento desenvolvidos por órgãos como a Coordenação de Aperfeiçoamento de Pessoal de Nível Superior (Capes), Conselho Nacional de Desenvolvimento Científico e Tecnológico (CNPq), PADCT e Financiadora de Estudos e Projetos (Finep).

## Obras
- Processamento de Polímeros
- Caspar Erich Stemmer - Administração, Ciência e Tecnologia em www.dominiopublico.gov.br